# نات تومسون
نات تومسون (29 مايو 1839 في أستراليا - 2 سبتمبر 1896 في أستراليا) (بالإنجليزية: Nat Thomson)‏ هو لاعب كريكت أسترالي. شارك مع منتخب أستراليا الوطني للكريكت.

## وصلات خارجية
- نات تومسون على موقع إي آس بي آن كريك إنفو (الإنجليزية)